# Parque Nacional Gwaii Haanas e Sítio Patrimonial Haida

O Parque Nacional Gwaii Haanas e Sítio Patrimonial Haida é a combinaçao de uma reserva nacional e um sítio patrimonial localizado na província de Colúmbia Britânica, no Canadá. O parque foi resultado de um acordo do governo canadense e do conselho dos povos indígenas Haida, sendo administrado pelos dois governos. Foi estabelecido em 1993.